# 浒苔
浒苔，也叫育枝浒苔，是石莼科石莼属的一种海藻，过去归为浒苔属。